# Rio Cana-brava (vattendrag i Brasilien, Goiás, lat -14,56, long -47,09)
Rio Cana-brava (portugisiska: Rio Cana Brava) är ett vattendrag i Brasilien.   Det ligger i delstaten Goiás, i den sydöstra delen av landet, 160 km nordost om huvudstaden Brasília.
Omgivningarna runt Rio Cana-brava är huvudsakligen savann. Runt Rio Cana-brava är det mycket glesbefolkat, med 2 invånare per kvadratkilometer.